# Кенан Имирзалъолу
Кенан Имирзалъолу (на турски: Kenan İmirzalıoğlu) е турски актьор.

## Биография
Кенан Имирзалъолу е роден на 18 юни 1974 година в малкото турско градче Бала, Вилает Анкара. Завършва средно образование и е приет в Технически университет „Йълдъз“ в Истанбул, профил „математика“. Насърчаван дълго време от своите състуденти, участва в конкурс за красота, и така започва кариерата му на модел.
През 1995 година Кенан Имирзалъолу получава приз за най-добър модел на Турция. След това представлява своята страна на международния конкурс Best Model of the World и е провъзгласен за най-красивия мъж на света. Така Имирзалъолу става първият мъж в Турция, удостоен с подобен приз.
Актьорската си кариера започва през 1998 година, когато се снима в сериала „Лудо сърце“ на изестния турски режисьор Осман Сънав, на когото предстои да снима филм по книгата на Людмила Филипова „Анатомия на илюзиите“. Турската тв сага „Лудо сърце“ (Deli Yürek) съчетава жанровете драма, екшън и политика. През целия период на излъчване (1998 – 2002) продукцията оглавява класациите за най-гледани сериали в Турция. Приносът е и на интересната история на главния герой Юсуф Миролу, в чийто образ се превъплъщава Имирзалъолу.
Като типичен плейбой, Кенан има много връзки зад гърба си. За сега най-дългата му връзка е със Зейнеп Бешерлер (Мелек от Опасни улици), която трае 6 години. След нея красавецът има връзка с турските модели – Кубра Кючук и Йозге Акбулут. През 2015 година, актьорът започва връзка със Синем Кобал известна като Су от „Малки Тайни“, а през май 2016 г. се женят.

## Филмография
| Година | Филм                           | Роля         |
| ------ | ------------------------------ | ------------ |
| 2001   | Deli Yürek-Boomerang Cehennemi | Юсуф Мироолу |
| 2003   | Yazı Tura                      | Cevher       |
| 2006   | Son Osmanlı Yandım Ali         | Yandım Ali   |
| 2007   | Karadayı                       | Mahir Kara   |
| 2009   | Ejder Kapanı                   | Akrep Celal  |
| 2012   | Uzun Hikaye                    | Ali          |

### Сериали
| 1998 | Диво сърце              | Юсуф Мироолу    |      |      |       |
| 2000 | Hayat Bağları           | Kendisi         |      |      |       |
| 2003 | Alacakaranlık           | Ferit Çağlayan  |      |      |       |
| 2005 | До последен дъх         | Мехмет Косовола |      |      |       |
| 2009 | Езел                    | Езел Байрактар  |      |      |       |
| 2012 | Справедливостта на Кара | Махир Кара      |      |      |       |
| 2017 | Cingöz Recai            | Recai           | 2020 | Alev | Kemal |